# Eugène Jardon
Eugène Jardon, né le 27 juin 1895 à Domérat (Allier) et mort le 21 juillet 1977 dans cette même commune, est un homme politique français, viticulteur de profession. Élu député communiste de l'Allier en 1939, il récuse le pacte germano-soviétique, et siège à l'Assemblée nationale jusqu'au 10 juillet 1940, date où il vote contre les pleins pouvoirs au maréchal Pétain.

## Biographie
Fils de viticulteurs, Eugène Jardon est mobilisé pendant la Première Guerre mondiale. Il combat à Verdun, puis dans l'aviation, en compagnie d'Yvon Delbos, futur ministre radical.
Il adhère ensuite au Parti communiste. Il est élu maire de sa commune natale en 1929, et réélu en 1935. En 1930, il fonde l'Union départementale de la Confédération générale des paysans travailleurs (CGPT, syndicat communiste). Candidat malheureux du PC aux élections législatives de 1936, il est élu le 30 avril 1939 lors d'une élection partielle, consécutive à l'élection de Marx Dormoy, député SFIO, au Sénat.
En octobre 1939, après le pacte germano-soviétique qui le pousse à rejoindre l'Union populaire française, et la dissolution du PCF, Eugène Jardon est arrêté et brièvement incarcéré. Libéré, il retourne à la Chambre des députés. Le 10 juillet 1940, il vote contre les pleins pouvoirs à Philippe Pétain. Il est dès lors surveillé par le régime de Vichy, qui mute son épouse, Suzanne Brochard, institutrice à Domérat, dans une autre commune. Pendant la Seconde Guerre mondiale, Eugène Jardon ravitaille les résistants locaux en vins et en fruits. En 1943, son domicile est perquisitionné par la Gestapo, qui ne trouve aucun indice compromettant. Il passe l’essentiel de la guerre à attendre de voir comment les évènements tournent.
Il se retire de la vie politique en 1945. Il est cependant candidat isolé aux élections sénatoriales de 1955 (20 puis 4 voix aux deux tours).
Il est enterré au cimetière des Closelles à Domérat.

### Mandats et fonctions
- 1929-1940 : maire de Domérat
- 1939-1942 : député de l'Allier